# Kauferinger
Die Familie Kauferinger (auch Kaufinger oder Choufringer) war eine wohlhabende Münchner Patrizierfamilie.

## Geschichte
Die wohl aus Kaufering stammende Familie erscheint erstmals mit dem Patrizier „Friedrich dem Choufringer“ im Jahre 1217 urkundlich in München. Chunradius Choufringer wird in einer Urkunde vom 28. Mai 1239, in der er als Zeuge genannt wurde, zum ersten Mal genannt. Er besaß wohl ein repräsentatives Haus in der nach der Familie benannten Kaufingerstraße.